# 1993 في الأردن
فيما يلي قوائم الأحداث التي وقعت خلال عام 1993 في الأردن.